# Circuit de Catalunya
Koordinati:   41°34′12″N, 2°15′40″E
Circuit de Catalunya je dirkališče, ki leži v Montmelu, severno od Barcelone, Španija. Najbolj znano je po dirki Formule 1 za Veliko nagrado Španije, ki jo gosti od leta 1992, od leta 1996 pa gosti tudi motociklistično dirko za Veliko nagrado Katalonije. Z dolgimi ravninami in različno hitrimi ovinku, je dirkališče Circuit de Catalunya, znano kot steza, kjer se pokaže kateri dirkalniki so resnično vsestransko dobri. Kot taka je ena najbolj priljubljenih testnih stez. 

## Zmagovalci

### Formula 1
| Sezona | Zmagovalec         | Moštvo                     | Poročilo |
| ------ | ------------------ | -------------------------- | -------- |
| 2025   | Oscar Piastri      | McLaren-Mercedes           | Poročilo |
| 2024   | Max Verstappen     | Red Bull Racing-Honda RBPT | Poročilo |
| 2023   | Max Verstappen     | Red Bull Racing-Honda RBPT | Poročilo |
| 2022   | Max Verstappen     | Red Bull Racing-RBPT       | Poročilo |
| 2021   | Lewis Hamilton     | Mercedes                   | Poročilo |
| 2020   | Lewis Hamilton     | Mercedes                   | Poročilo |
| 2019   | Lewis Hamilton     | Mercedes                   | Poročilo |
| 2018   | Lewis Hamilton     | Mercedes                   | Poročilo |
| 2017   | Lewis Hamilton     | Mercedes                   | Poročilo |
| 2016   | Max Verstappen     | Red Bull-TAG Heuer         | Poročilo |
| 2015   | Nico Rosberg       | Mercedes                   | Poročilo |
| 2014   | Lewis Hamilton     | Mercedes                   | Poročilo |
| 2013   | Fernando Alonso    | Ferrari                    | Poročilo |
| 2012   | Pastor Maldonado   | Williams-Renault           | Poročilo |
| 2011   | Sebastian Vettel   | Red Bull-Renault           | Poročilo |
| 2010   | Mark Webber        | Red Bull-Renault           | Poročilo |
| 2009   | Jenson Button      | Brawn-Mercedes             | Poročilo |
| 2008   | Kimi Räikkönen     | Ferrari                    | Poročilo |
| 2007   | Felipe Massa       | Ferrari                    | Poročilo |
| 2006   | Fernando Alonso    | Renault                    | Poročilo |
| 2005   | Kimi Räikkönen     | McLaren-Mercedes           | Poročilo |
| 2004   | Michael Schumacher | Ferrari                    | Poročilo |
| 2003   | Michael Schumacher | Ferrari                    | Poročilo |
| 2002   | Michael Schumacher | Ferrari                    | Poročilo |
| 2001   | Michael Schumacher | Ferrari                    | Poročilo |
| 2000   | Mika Häkkinen      | McLaren-Mercedes           | Poročilo |
| 1999   | Mika Häkkinen      | McLaren-Mercedes           | Poročilo |
| 1998   | Mika Häkkinen      | McLaren-Mercedes           | Poročilo |
| 1997   | Jacques Villeneuve | Williams-Renault           | Poročilo |
| 1996   | Michael Schumacher | Ferrari                    | Poročilo |
| 1995   | Michael Schumacher | Benetton-Renault           | Poročilo |
| 1994   | Damon Hill         | Williams-Renault           | Poročilo |
| 1993   | Alain Prost        | Williams-Renault           | Poročilo |
| 1992   | Nigel Mansell      | Williams-Renault           | Poročilo |
| 1991   | Nigel Mansell      | Williams-Renault           | Poročilo |

### Svetovno prvenstvo v motociklizmu
| Sezona | 125 cm3/Moto3     | 250 cm3/Moto2    | 500 cm3/MotoGP   | Poročilo |
| ------ | ----------------- | ---------------- | ---------------- | -------- |
| 2013   | Luis Salom        | Pol Espargaró    | Jorge Lorenzo    | Poročilo |
| 2012   | Maverick Viñales  | Andrea Iannone   | Jorge Lorenzo    | Poročilo |
| 2011   | Nicolás Terol     | Stefan Bradl     | Casey Stoner     | Poročilo |
| 2010   | Marc Márquez      | Juki Takahaši    | Jorge Lorenzo    | Poročilo |
| 2009   | Andrea Iannone    | Álvaro Bautista  | Valentino Rossi  | Poročilo |
| 2008   | Mike Di Meglio    | Marco Simoncelli | Daniel Pedrosa   | Poročilo |
| 2007   | Tomojoši KoJama   | Jorge Lorenzo    | Casey Stoner     | Poročilo |
| 2006   | Alvaro Bautista   | Andrea Dovizioso | Valentino Rossi  | Poročilo |
| 2005   | Mattia Pasini     | Daniel Pedrosa   | Valentino Rossi  | Poročilo |
| 2004   | Hector Barbera    | Randy de Puniet  | Valentino Rossi  | Poročilo |
| 2003   | Daniel Pedrosa    | Randy de Puniet  | Loris Capirossi  | Poročilo |
| 2002   | Manuel Poggiali   | Marco Melandri   | Valentino Rossi  | Poročilo |
| 2001   | Lucio Cecchinello | Daidžiro Kato    | Valentino Rossi  | Poročilo |
| 2000   | Simone Sanna      | Olivier Jacque   | Kenny Roberts Jr | Poročilo |
| 1999   | Arnaud Vincent    | Valentino Rossi  | Álex Crivillé    | Poročilo |
| 1998   | Tonomi Manako     | Valentino Rossi  | Michael Doohan   | Poročilo |
| 1997   | Valentino Rossi   | Ralf Waldmann    | Michael Doohan   | Poročilo |
| 1996   | Tonomi Manako     | Max Biaggi       | Carlos Checa     | Poročilo |